# Río Rance
El Rance es un río de Bretaña, en el noroeste de Francia. Desemboca en el canal de la Mancha entre Dinard y Saint-Malo.
Antes de desembocar en el Canal, sus aguas son aprovechadas para generar electricidad mediante una presa de 750 metros que constituye la planta mareomotriz de Rance.
El río está conectado al río Vilaine mediante el canal de Ille-et-Rance.